# Мамед'ярова Зейнаб Гамід-кизи
Зейнаб Гамід кизи Мамед'ярова (азерб. Məmmədyarova Zeynəb Həmid qızı, нар. 3 жовтня 1983, Сумгаїт, Азербайджанська РСР) — азербайджанська шахістка, гросмейстер серед жінок.

## Життєпис
Зейнаб Мамед'ярова народилася 3 жовтня 1983 року в Сумгаїті. Почала займатися шахами у 10 років. Закінчила Сумгаїтську середню школу № 23. Випускниця бакинського Міжнародного Університету. Відома у світі шахів як представниця родини Мамед'яровых. Її брат Шахріяр і сестра Тюркан також є шахістами. Всі вони були чемпіонами Азербайджану в різний період. Їхнім тренером є їхній батько Гамід Мамед'яров.

## Рейтинг
На квітень 2009 року Мамедьярова мала рейтинг 2316 і посідала 163-тє місце в рейтинг-листі активних шахісток ФІДЕ. В європейському рейтинг-листі активних шахісток посідала 126 місце, в національному рейтингу серед жінок була на 2 місці.

## Досягнення
- 2000 — чемпіонка світу серед дівчат до 18-ти років. Іспанія.
- 2000 — срібна медалістка Всесвітньої шахової олімпіади.
- 2001 — чемпіонка Азербайджану серед жінок.
- 2002 — чемпіонка Європи серед дівчат до 20 років. Баку (Азербайджан).
- 2002 — чемпіонка Всесвітньої шахової олімпіади на своїй шахівниці. Словенія.
- 2003 — бронзова призерка чемпіонату світу серед дівчат до 20 років. Нахічевань (Азербайджан).
- 2007 — чемпіонка Азербайджану серед жінок[1].

## Зміни рейтингу
| На цьому місці має відображатися графік чи діаграма, однак з технічних причин його відображення наразі вимкнено. Будь ласка, не видаляйте код, який викликає це повідомлення. Розробники вже працюють для того, щоби відновити штатне функціонування цього графіка або діаграми. | |
| | На цьому місці має відображатися графік чи діаграма, однак з технічних причин його відображення наразі вимкнено. Будь ласка, не видаляйте код, який викликає це повідомлення. Розробники вже працюють для того, щоби відновити штатне функціонування цього графіка або діаграми. |